# Juha Ylönen
Temple de la renommée Finlandais : 2009
Juha Ylönen (né le 13 février 1972 à Helsinki en Finlande) est un joueur professionnel finlandais de hockey sur glace qui évoluait au poste de centre.

## Carrière
Ylönen débute lors de la saison 1988-1989 avec l'équipe junior des Kiekko-Espoo en Finlande. L'année suivante, âgé de seulement 17 ans, il joue une grande partie de la saison avec l'équipe senior dans la 1.Divisoona, la deuxième division finlandaise derrière la SM-liiga. Toujours junior, il rejoint en 1991 l'équipe du HPK Hämeenlinna avec laquelle il fait ses débuts dans la SM-liiga. Cette même année 1991, il est choisi par les Jets de Winnipeg au cours du repêchage de la LNH. Il passe deux saisons avec Hämeenlinna avant de rejoindre le Jokerit Helsinki avec lequel il remporte le titre de champion de Finlande en 1996.
La saison suivante, il rejoint les Coyotes de Phoenix qui succèdent aux Jets de Winnipeg après leur déménagement à Phoenix. Après une première saison passée dans l'équipe école des Coyotes, les Falcons de Springfield dans la Ligue américaine de hockey, avec lesquels il échoue en finale d'association de la Coupe Calder. Il devient ensuite titulaire au sein des Coyotes pendant quatre saisons avant d'être échangé au Lightning de Tampa Bay contre Todd Warriner. Ylönen joue 65 matchs pour le Lightning avant d'être échangé aux Sénateurs d'Ottawa contre André Roy et un choix de repêchage.
À l'issue de la saison 2001-2002, Ylönen quitte la Ligue nationale de hockey pour retourner jouer en Finlande. Il joue ses deux dernières saisons pour les Espoo Blues et prend sa retraite en 2004.
Au niveau international, il débute avec l'équipe finlandaise junior lors du championnat d'Europe junior en 1990 puis aux championnats du monde en 1990 et 1991. En 1995, il participe au championnat du monde senior et remporte la médaille d'or avec la Finlande. En 1998, il remporte la médaille de bronze aux Jeux olympiques d'hiver. En 2001, il termine meilleur pointeur du championnat du monde où la Finlande prend la médaille d'argent.

## Statistiques
Pour les significations des abréviations, voir Statistiques du hockey sur glace.

### En club
| Saison     | Équipe                 | Ligue      |     | Saison régulière | Saison régulière | Saison régulière | Saison régulière | Saison régulière |    | Séries éliminatoires | Séries éliminatoires | Séries éliminatoires | Séries éliminatoires | Séries éliminatoires |
| Saison     | Équipe                 | Ligue      | PJ  | B                | A                | Pts              | Pun              | PJ               | B  | A                    | Pts                  | Pun                  |                      |                      |
| 1991-1992  | HPK Hämeenlinna        | SM-liiga   | 43  | 7                | 11               | 18               | 8                | --               | -- | --                   | --                   | --                   |                      |                      |
| 1992-1993  | HPK Hameenlinna        | SM-liiga   | 48  | 8                | 18               | 26               | 22               |                  |    |                      |                      |                      |                      |                      |
| 1993-1994  | Jokerit Helsinki       | SM-liiga   | 37  | 5                | 11               | 16               | 2                | 12               | 1  | 3                    | 4                    | 8                    |                      |                      |
| 1994-1995  | Jokerit Helsinki       | SM-liiga   | 50  | 13               | 15               | 28               | 10               | 11               | 2  | 4                    | 6                    | 6                    |                      |                      |
| 1995-1996  | Jokerit Helsinki       | SM-liiga   | 24  | 3                | 13               | 16               | 20               | 11               | 5  | 4                    | 9                    | 4                    |                      |                      |
| 1996-1997  | Falcons de Springfield | LAH        | 70  | 20               | 41               | 61               | 6                | 17               | 5  | 16                   | 21                   | 4                    |                      |                      |
| 1996-1997  | Coyotes de Phoenix     | LNH        | 2   | 0                | 0                | 0                | 0                | --               | -- | --                   | --                   | --                   |                      |                      |
| 1997-1998  | Coyotes de Phoenix     | LNH        | 55  | 1                | 11               | 12               | 10               | --               | -- | --                   | --                   | --                   |                      |                      |
| 1998-1999  | Coyotes de Phoenix     | LNH        | 59  | 6                | 17               | 23               | 20               | 2                | 0  | 2                    | 2                    | 2                    |                      |                      |
| 1999-2000  | Coyotes de Phoenix     | LNH        | 76  | 6                | 23               | 29               | 12               | 1                | 0  | 0                    | 0                    | 0                    |                      |                      |
| 2000-2001  | Coyotes de Phoenix     | LNH        | 69  | 9                | 14               | 23               | 38               | --               | -- | --                   | --                   | --                   |                      |                      |
| 2001-2002  | Lightning de Tampa Bay | LNH        | 65  | 3                | 10               | 13               | 8                | --               | -- | --                   | --                   | --                   |                      |                      |
| 2001-2002  | Sénateurs d'Ottawa     | LNH        | 15  | 1                | 1                | 2                | 2                | 12               | 0  | 5                    | 5                    | 2                    |                      |                      |
| 2002-2003  | Espoo Blues            | SM-liiga   | 54  | 4                | 19               | 23               | 59               | 4                | 1  | 1                    | 2                    | 27                   |                      |                      |
| 2003-2004  | Espoo Blues            | SM-liiga   | 21  | 2                | 8                | 10               | 2                | 9                | 1  | 3                    | 4                    | 0                    |                      |                      |
| Totaux LNH | Totaux LNH             | Totaux LNH | 341 | 26               | 76               | 102              | 90               | 15               | 0  | 7                    | 7                    | 4                    |                      |                      |

### En équipe nationale
| Année | Compétition             |   | PJ | B | A  | Pts | Pun | +/-                |  | Résultat |
| 1990  | Championnat d'Europe Jr | 6 | 3  | 4 | 7  | 0   |     |                    |  |          |
| 1991  | Championnat du monde Jr | 6 | 1  | 1 | 2  | 2   | 0   | 5e                 |  |          |
| 1992  | Championnat du monde Jr | 7 | 1  | 5 | 6  | 0   |     | 4e                 |  |          |
| 1995  | Championnat du monde    | 8 | 1  | 3 | 4  | 2   | +9  | Médaille d'or      |  |          |
| 1996  | Championnat du monde    | 6 | 0  | 2 | 2  | 4   | -1  | 5e                 |  |          |
| 1998  | Jeux olympiques         |   |    |   |    |     |     | Médaille de bronze |  |          |
| 2001  | Championnat du monde    | 9 | 5  | 9 | 14 | 2   | +9  | Médaille d'argent  |  |          |
| 2002  | Jeux olympiques         | 4 | 0  | 1 | 1  | 2   | 0   | 6e                 |  |          |
| 2003  | Championnat du monde    | 7 | 0  | 0 | 0  | 4   | -3  | 1/4 de finale      |  |          |